# Религия в Ишимбае
Религия в Ишимбае — религиозные конфессии, представленные в городе Ишимбае.
Основными религиозными конфессиями в городе Ишимбае являются православное христианство и суннитский ислам. В городе действуют православный храм и три соборные мечети.

## Православные храмы
В 1947 году в городе Ишимбае была открыта деревянная церковь (находится по улице Свободы в районе реки Тайрук). Она была перестроена из частного дома, к которому были пристроены алтарная часть и колокольня.
В 1988 году при настоятеле о. Валерии епископ Уфимский и Стерлитамакский Анатолий освятил место под строительство нового храма, находящееся на берегу реки Тайрук. Место было выбрано неудачно: при разливах вода подходила слишком близко к фундаменту. Владимир Николаевич Поляков, бывший председатель исполкома Ишимбайского горсовета, предложил место под строительство храма, находящееся на пересечении улиц Бульварной и Советской. По ходатайству настоятеля отца Сергия и по благословению епископа Уфимского и Стерлитамакского Никона в мае 1993 года было освящено новое место под строительство храма, находящееся на пересечении улиц Бульварной и Советской. Летом того же года был освящён и заложен протоиереем Сергием камень под основание храма. Проект церкви был заказан и сделан в Троице Сергиевой Лавре. Архитектор  — Дмитрий Сергеевич Соколов. За основу был взят Новгородский стиль XVI — XVII вв.
Отвод земли под строительство подписал председатель ишимбайского горисполкома Юрий Васильевич Уткин, архиепископ Никон освятил место строительства. В связи с политическими и экономическими реформами, проводившимися в стране в 90-е годы, храм начали строить лишь в 2000 году на пожертвования прихожан, благодаря поддержке городских предприятий.
Особо активно строительству содействовала администрация города Ишимбая и Ишимбайского района в лице главы Владимира Петровича Давыдова. За это время в храме были проведены сложные строительные работы: перекрыты своды, выведены пополам, храм был отштукатурен и покрашен изнутри и снаружи, начались внутренние отделочные работы. На пожертвования прихожан и состоятельных жителей Ишимбая были заказаны, изготовлены и подняты кресты и купола на новый храм. Каркасы для куполов изготовили д. Василий (Анохин) и столяр Николай Козадоев. Крыть купола нитротитановым покрытием приезжала бригада кровельщиков из города Волгодонска. Кресты были заказаны и привезены из Софринского Патриаршего завода церковной утвари Купола и кресты были освящены и подняты на Пасхальной седмице 2003 года.
В 2004 году Свято-Троицкий храм г. Ишимбая был открыт для прихожан. В здании первой церкви города ныне размещается православная воскресная школа.
В 2011 году православные приходы РПЦ Ишимбая вошли в состав Салаватской епархии.

## Соборные мечети
В Ишимбае находятся три соборные мечети. Первая открыта в 1948 году в микрорайоне Старом Ишимбае на ул. Ворошилова. Вторая — Ишимбайская соборная мечеть — построена в 1990 году на улице Мира, в центральной части города. Третья открыта в 1995 году в микрорайоне Нефтянике на ул. Чайковского.